# Aromobates orostoma
Aromobates orostoma (Rivero, 1978) è un anfibio anuro, appartenente alla famiglia degli Aromobatidi.

## Etimologia
L'epiteto specifico è stato dato in riferimento al luogo di raccolta della specie, Boca de Monte.

## Distribuzione e habitat
È endemica della Cordillère de Mérida in Venezuela. Si trova tra i 2300 e i 2800 metri di altitudine nello stato di Táchira.